# سجين 2
سِجّين 2 (بالتركية: Siccîn 2)‏ هو الجزء الثاني من سلسلة أفلام "سِجّين"، من إخراج ألبير ميستشي سنة 2015.

## القصة
تدور أحداث الفيلم حول امرأة تجد طفلها مقتولا بعد أن أسقط الجن خزانة عليه في المنزل، لتكتشف بعد ذلك المرأة أن الأمر لم يكن صدفة بل أن احدهم قام بسحر يطارد أسرتها.

## insta:wd.ir
1. ↑  قالب:Web kaynağı
2. ↑  Internet Movie Database (بالإنجليزية), QID:Q37312

## روابط خارجية
- سجين 2 على موقع IMDb (الإنجليزية)
- سجين 2 على موقع نتفليكس (الإنجليزية)
- سجين 2 على موقع قاعدة بيانات الفيلم (الإنجليزية)
- سجين 2 على موقع ليتربوكسد (الإنجليزية)
- سجين 2 على موقع كينوبويسك (الروسية)